# I-6 (Bulgarien)
Die I-6 (bulgarisch Републикански път І-6 Republikanski pat I-6, also Republikstraße I-6, auch als Подбалкански път bezeichnet, deutsch Unterbalkanstraße) ist eine Hauptstraße (erster Ordnung) in Bulgarien. Sie ist die längste aller Straßen in Bulgarien und stellt eine wichtige West-Ost-Verbindung dar.

## Verlauf
Sie fängt am Grenzübergang Gjueschevo an der Grenze zu Nordmazedonien und führt dann weiter durch gebirgiges Terrain nach Kjustendil. Ab der Stadt führt sie Richtung Nordosten nach Pernik und später nach Sofia, wobei sie zwei Gebirge überquert. Nach der Anschlussstelle Perniks mit der A3 „Struma“ teilt sie sich die Strecke mit der I-1.
In Sofia angekommen, führt sie durch die Innenstadt der Hauptstadt. Sie verlässt die Stadt im Westen an einem großen Verkehrsknoten, wobei die A2 „Hemus“, die A6 „Europa“, die I-1, die Ringstraße der Stadt und die I-6 in zwei Verkehrstrompeten und einem Autobahnkreuz zusammentreffen. Ab hier ist die I-6 wieder alleine auf ihrer Strecke. Sie führt von hier unterhalb des Balkans immer Richtung Osten nach Burgas.
An der Strecke liegen die Städte Pirdop, Klissura, Sopot und Karlowo. Letztere drei befinden sich im Rosental. Dieses ist in zwei Teile aufgeteilt, den einen um Karlowo und der zweite Teil um Kasanlak. Dazwischen existiert eine Passstraße, auf der seitlich Kalofer liegt. Nach diesem Höhenzug führt die I-6 weiter nach Westen. In der Nähe von Gorno Sachrane kreuzt die II-56 die Strecke. Die Republikstraße 56 führt dabei unter anderem nach Pawel Banja.
Die Straße umfährt nur kurze Zeit später den Koprinka-Stausee und trifft daraufhin auf Kasanlak. Diese Mittelstadt wird südlich umfahren. Die Umfahrung ist als Schnellstraße ausgebaut. Am östlichen Ende der Stadt vereinigt sie sich mit der I-5 für einige Kilometer. Die I-5 zweigt in der Nähe von Maglisch nach Südosten Richtung Stara Sagora ab. Die I-6 wiederum führt vorbei an Maglisch weiter nach Nikolaewo. Als nächste Stadt liegt Sliwen, welche jedoch im Süden umfahren wird. Nun befindet sich die Straße in der Oberthrakischen Tiefebene. Letzte Städte vor Burgas sind Karnobat und Ajtos.
Acht Kilometer vor der Großstadt Burgas entfernt, trifft die I-6 wieder auf die A1 „Trakija“. Beide führen geradeaus auf die Stadtgrenze. Nach Stadtanfang, an einem Kreisverkehr, endet die I-6, wobei die I-9 die Route gerade zur Innenstadt weiterführt.